# 王梁潔華

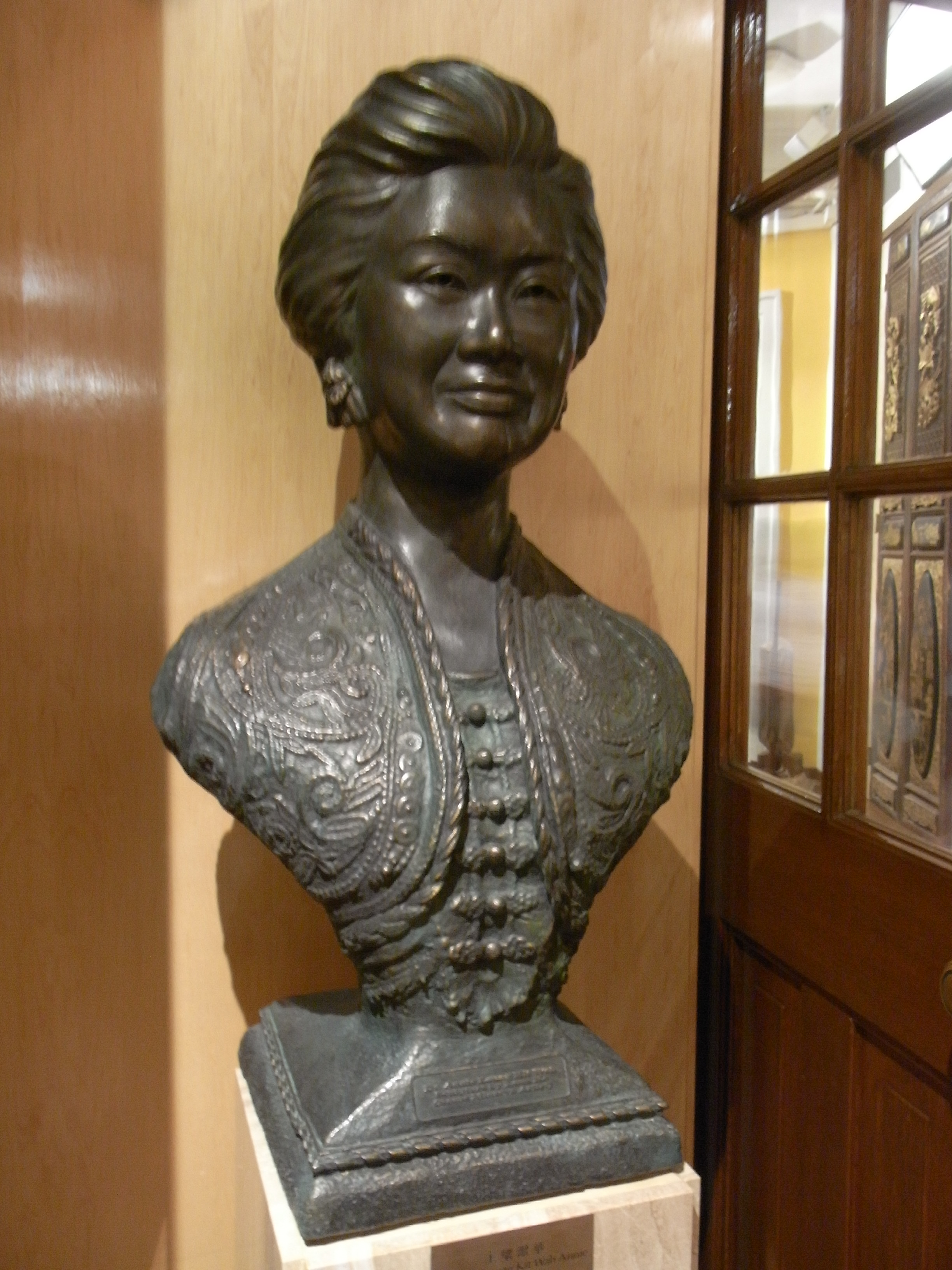
王梁潔華博士

王梁潔華（英語： Dr. Annie Wong Leung Kit-wah），是梁銶琚的女兒兼梁式芝的孫女，生於香港，原籍廣東順德，自小愛好藝術，長於丹青，在香港創立「梁潔華藝術基金會」，管理其夫建築師王澤生及父親的慈善事業。
王梁潔華博士畫展曾於法國、美國、德國等地展出。

## 家族慈善受惠機構
- 中山大學藝術研究中心
- 清華大學潔華幼稚園
- 河北順平常莊小學
- 香港大學美術博物館
- 順德聯誼總會梁潔華小學
- 順德聯誼總會梁潔華幼稚園

## 畫作
- 《西王母》
- 《螺祖》
- 《五羊仙女》
- 《武則天》
- 《秋瑾》
- 《小風仙》
- 《舔犢情深》
- 《隋煬帝巡幸圖》
- 《美女與獅子》
- 《美女與老虎》
- 《婦好》
- 《奏樂圖》
- 《武則天》

## 外部參考
1. ↑  .   [2010-06-14]. （原始内容存档于2020-03-28）.
2. ↑  .   [2010-06-14]. （原始内容存档于2020-03-29）.